# Janne Lindberg
Janne Lindberg, född 25 maj 1966 i Kuusankoski, är en finländsk fotbollstränare och före detta spelare.

## Karriär
Janne Lindberg startade började spela fotboll som 6-åring i hemstadens Kuusankosken Kumu. Efter 18 år i klubben så lämnade han för spel i FC Haka. Två år senare, 1992, så värvades han av MyPa. Under tiden i MyPa så blev Lindberg landslagsman och gjorde mellan 1993 och 1996 34 landskamper för Finlands landslag.
1994 värvades Lindberg, tillsammans med landsmannen Marko Rajamäki, till skotska Greenock Morton. Efter att kontraktet gått ut 1997 flyttade han till tyska FC Saarbrücken, där han spelade en säsong innan han återvände till MyPa där han avslutade sin karriär 2005.
Efter den aktiva karriären tog slut så blev Janne Lindberg manager i VPS. Han tränade även MyPa mellan 2008 och 2010 och har varit assisterande förbundskapten för Finlands U21-landslag.

## Meriter
MyPa
- Finlands cup: 1992